# 해리 포터와 죽음의 성물 2부
《해리 포터와 죽음의 성물 2부》(영어: Harry Potter and the Deathly Hallows – Part 2)는 2011년에 개봉한 영화로서 J. K. 롤링의 동명 소설을 원작으로 하여 만든, 영국과 미국 합작, 판타지 영화다. 소설 7부작 중 마지막 일곱 번째에 해당하는 작품이며, 긴 상영 시간으로 인해 상편과 하편으로 나뉘어 제작되었고, 상편은 2010년 말에 개봉하였다. 데이비드 예이츠는 5탄 불사조 기사단부터 6탄 혼혈 왕자와 7탄 죽음의 성물 1부에 이어 2부 역시 감독을 맡았다. 죽음의 성물 1부와 2부가 사실상 하나의 작품이기 때문에 감독뿐 아니라 모든 주요 제작진이 1부와 동일하다. 이 영화는 전 세계에 일반 2D 상영본을 비롯하여 디지털 3D와 아이맥스 DMR 3D로 개봉되었다. 편집 소프트웨어 중 하나로 모카 프로가 사용되었다.

## 줄거리
볼드모트가 알버스 덤블도어의 무덤을 찾아가 죽음의 성물 3가지 중 하나인 "딱총나무 지팡이 (The Elder Wand)"를 얻고, 세베루스 스네이프가 새 교장이 된 호그와트는 여전히 실의에 빠진 채 침통한 분위기가 이어진다. 해리 포터 일행이 집요정 도비의 도움으로 말포이 저택에서 탈출에 성공하나 그 과정에서 도비가 목숨을 잃어 순간 이동을 한 장소인 빌 위즐리의 바닷가 숙모집에서 그의 장례를 치른다. 2부의 이야기는 여기서부터 본격적으로 시작된다.
말포이 저택에서 벨라트릭스가 한 말에 힌트를 얻은 해리는 볼드모트의 호크룩스 7개 중 하나가 그린고트 (Gringotts) 은행 안의 있는 벨라트릭스의 금고에 있을 것으로 예상한다. 말포이 저택에 갇혀 있다가 함께 탈출에 성공한 고블린 그립훅에게 해리는 벨라트릭스 금고 안으로 안내해 줄 것을 부탁하며 그가 원하는 "그리핀도르의 검"을 주기로 약속한다. 한편, 함께 탈출한 지팡이 제조 장인 개릭 올리밴더에게 해리는 말포이 저택에서 얻은 벨라트릭스의 지팡이와 드레이코의 지팡이에 관해 정보를 얻고, 2개 지팡이 중 드레이코의 것이 해리로 주인이 바뀌었다는 것을 알게 되고 또 마법사가 지팡이를 빼앗으면 새 주인에게 충성을 바친다는 것도 알게 된다.
헤르미온느는 폴리 주스를 이용하여 벨라트릭스로 변신을 한 뒤 해리, 론, 그립훅과 함께 다이애건 앨리 (Diagon Alley)로 순간 이동하여 그린고트 은행 안에 있는 벨라트릭스 금고로 들어간다. 그곳에서 해리 일행은 호크룩스인 "헬가 후플푸프의 잔 (Helga Hufflepuff's Cup)"을 찾게 되나 그립훅이 그리핀도르의 검을 손에 쥔 채 배신함으로써 궁지에 몰리고, 금고를 지키고 있던 거대한 비룡, 우크라이나 아이언벨리를 타고 가까스로 탈출에 성공한다. 탈출 과정에서 순간 볼드모트의 생각을 읽게 된 해리는 또 다른 호크룩스가 호그와트 안에 있으며, 로웨나 레번클로와 관계된 것이란 걸 알게 된다. 호크룩스를 빼앗긴 걸 알게 된 볼드모트는 분노하며 그립훅을 포함한 고블린들을 찾아가 죽인다. 동시에 그리핀도르의 검은 사라진다.
호그와트에 몰래 잠입하기 위하여 호그스미드 (Hogsmeade)에 있는 과자 가게 안의 지하 비밀 통로를 이용하러 온 해리 일행은 죽음을 먹는 자들에게 쫓기다가 애버포스 덤블도어의 도움을 받고 피신한다. 애버포스는 알버스의 동생이며, 그동안 그가 몰래 해리를 도왔다는 사실을 알게 된다. 또한 그는 그의 집과 호그와트가 서로 연결된 지하 비밀 통로를 안내해 주고, 해리 일행은 통로에서 네빌 롱바텀을 만난다. 호그와트로 돌아온 해리 일행은 네빌이 재조직한 덤블도어의 군대와 조우하고, 교장 스네이프는 호그스미드에 해리가 나타났다는 소식을 들은 뒤 학생들에게 해리를 숨겨 주지 말라고 경고한다. 해리가 덤블도어의 군대와 불사조 기사단의 지원을 등에 엎고 스네이프 앞에 당당히 나타나자 스네이프는 당황하고, 이내 곧 미네르바 맥고나걸 교수와 대결을 펼친 뒤 멀리 달아난다.
볼드모트가 호그와트 전체에 경고를 하자 맥고나걸 교수가 총 지휘하여 방어를 위한 마법과 병력을 배치시키고, 슬리데린 학생들을 지하에 가둔다. 론과 헤르미온느는 당장 그리핀도르의 검이 없기 때문에 대신 바실리스크의 이빨로 후플푸프의 잔을 부수기 위해 비밀의 방으로 향하고, 해리는 루나의 조언을 듣고 호크룩스로 예상되는 물건이 "로웨나 레번클로의 보관 (Rowena Ravenclaw's Diadem)"이라고 예상하여 그것의 위치를 알 만한 존재인 레번클로 탑의 유령, 즉 로웨나의 딸인 헬레나 레번클로를 찾아간다. 그 사이 볼드모트는 자신의 군대 전체를 이끌고 호그와트로 쳐들어온다. 론과 헤르미온느가 후플푸프의 잔을 부수는 데에 성공할 때 즈음 호그와트의 방어막이 부서지면서 밖에서는 대규모의 전투가 펼쳐지고, 해리는 헬레나의 도움으로 필요의 방에 가서 레번클로의 보관을 찾아낸다. 때마침 필요의 방에 모두 모이게 된 해리 일행과 드레이코 일행 사이에 전투가 펼쳐지고, 해리 일행이 가까스로 화염에서 탈출하면서 바실리스크의 이빨로 레번클로의 보관을 파괴시킨다.
연달아 호크룩스 2개가 파괴되자 부쩍 쇠약해진 볼드모트는 자리를 피하고, 볼드모트와 교감을 한 해리는 또 하나의 호크룩스가 볼드모트의 뱀 "내기니 (Nagini)"인 것과 지금 그가 어디에 있는지를 알게 된다. 딱총나무 지팡이가 말을 잘 듣지 않는다고 여긴 볼드모트는 덤블도어를 직접 죽인 스네이프가 그 지팡이의 주인이 되었기 때문이라고 생각하여 호그와트의 한 곳에서 그를 만나 죽인 뒤 금지된 숲으로 자신의 군대를 잠시 퇴각시키며 사라진다. 이를 몰래 지켜본 해리는 죽어 가는 스네이프에게 다가가 그의 부탁대로 눈물을 받은 뒤 덤블도어 교장실에 있는 펜시브 (Pensieve)에 가져다 넣고 그의 기억을 봄으로써 또 다른 거대한 진실을 마주하게 된다.

## 출연진

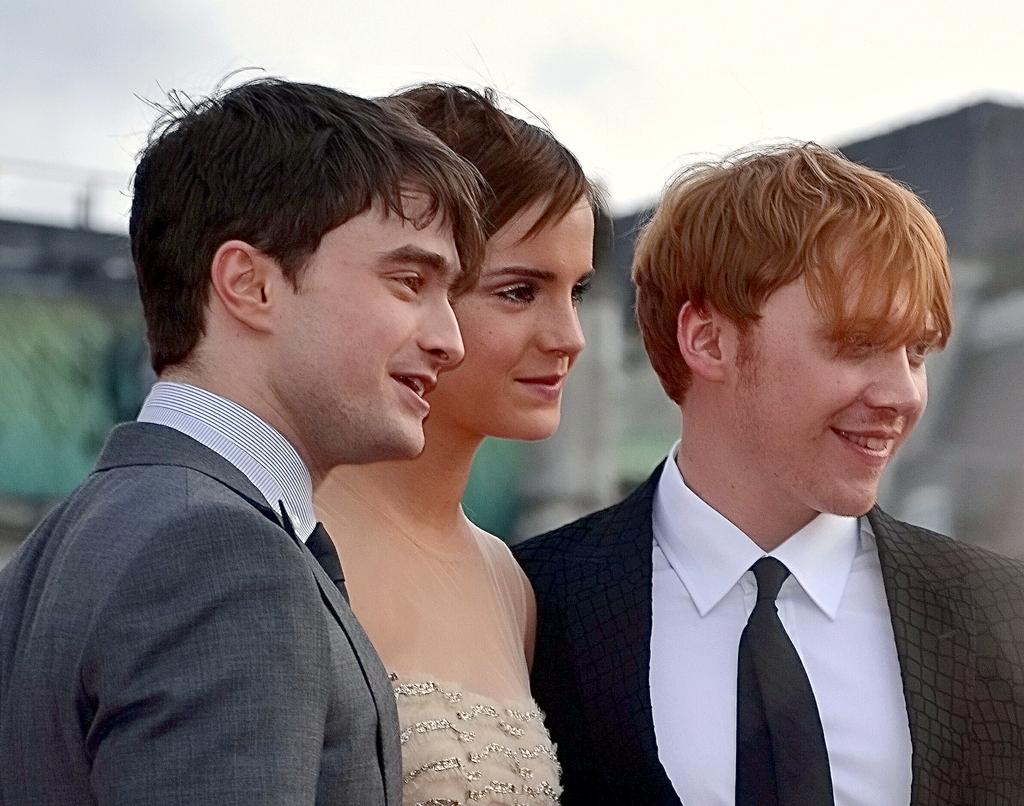
2011년 7월 7일, 영국 런던에서 열린 시사회 때 주연 세 배우의 모습.

| 배우              | 등장인물               | 인물 설명                                                          |
| ----------------- | ---------------------- | ------------------------------------------------------------------ |
| 대니얼 래드클리프 | 해리 포터              |                                                                    |
| 루퍼트 그린트     | 론 위즐리              |                                                                    |
| 엠마 왓슨         | 헤르미온느 그레인저    |                                                                    |
| 레이프 파인스     | 볼드모트               | 어둠의 제왕                                                        |
| 마이클 갬본       | 알버스 덤블도어        | 호그와트 前교장                                                    |
| 키어런 하인즈     | 애버포스 덤블도어      | 알버스의 동생                                                      |
| 故앨런 릭먼       | 세베루스 스네이프      | 호그와트 교장                                                      |
| 헬레나 보넘 카터  | 벨라트릭스 레스트랭    | 볼드모트 군단 요직원, 시리우스 블랙 사촌, 나시사 말포이 언니       |
| 제이슨 아이작스   | 루시우스 말포이        | 죽음을 먹는 자 & 드레이코의 아버지                                 |
| 헬렌 매크로리     | 나시사 말포이          | 죽음을 먹는 자 & 드레이코의 어머니, 벨라트릭스 레스트레인지 여동생 |
| 톰 펠튼           | 드레이코 말포이        | 죽음을 먹는 자 & 호그와트 슬리데린 학생                            |
| 가이 헨리         | 파이어스 시크니스      | 죽음을 먹는 자 & 마법부 장관                                       |
| 존 허트           | 게릭 올리밴더          | 지팡이 제작자                                                      |
| 워릭 데이비스     | 그립훅                 | 그린고츠 은행 간부                                                 |
| 워릭 데이비스     | 필리우스 플리트윅      | 호그와트 마법 주문학 교수 & 레번클로 기숙사 담당자                 |
| 매기 스미스       | 미네르바 맥고나걸      | 호그와트 교감, 변신술 교수 & 그리핀도르 기숙사 담당자              |
| 짐 브로드벤트     | 호레이스 슬러그혼      | 호그와트 마법약 교수 & 슬리데린 기숙사 담당자                      |
| 미리엄 마걸리스   | 포모나 스프라우트      | 호그와트 식물학 교수 & 후플푸프 기숙사 담당자                      |
| 엠마 톰슨         | 사이빌 트릴로니        | 호그와트 예언학 교수                                               |
| 로비 콜트레인     | 루베우스 해그리드      | 호그와트 사냥터지기 & 불사조 기사단 단원                           |
| 데이비드 슐리스   | 리무스 존 "R. J." 루핀 | 불사조 기사단 단원 & 님파도라의 남편                               |
| 내털리 테나       | 님파도라 통스          | 불사조 기사단 단원 & 리무스의 아내                                 |
| 마크 윌리엄스     | 아서 위즐리            | 불사조 기사단 단원, 론 위즐리 아버지                               |
| 줄리 월터스       | 몰리 위즐리            | 불사조 기사단 단원, 론 위즐리 어머니                               |
| 제임스 펠프스     | 프레드 위즐리          | 론의 형                                                            |
| 올리버 펠프스     | 조지 위즐리            | 론의 형                                                            |
| 보니 라이트       | 지니 위즐리            | 론의 여동생                                                        |
| 도널 글리슨       | 빌 위즐리              | 론의 형                                                            |
| 클레망스 포에지   | 플뢰르 델라쿠르        | 빌의 아내                                                          |
| 조지 해리스       | 킹슬리 샤클볼트        | 불사조 기사단 단원                                                 |
| 매슈 루이스       | 네빌 롱바텀            | 호그와트 그리핀도르 학생 & 덤블도어의 군대 대장                    |
| 이반나 린치       | 루나 러브굿            | 호그와트 래번클로 학생 & 덤블도어의 군대 단원                      |
| 케이티 렁         | 초 챙                  | 호그와트 래번클로 학생 & 덤블도어의 군대 단원                      |
| 제시 케이브       | 라벤더 브라운          | 호그와트 그리핀도르 학생 & 덤블도어의 군대 단원                    |
| 데번 머리         | 시무스 피니간          | 호그와트 그리핀도르 학생 & 덤블도어의 군대 단원                    |
| 앨프리드 이넉     | 딘 토마스              | 호그와트 그리핀도르 학생 & 덤블도어의 군대 단원                    |